# بازی‌های گودویل

لوگوی بازی‌های گودویل

بازی‌های گودویل یک رویداد چند ورزشی بوده که از سال ۱۹۸۶ تا ۲۰۰۱ میلادی برگزار شده است.

## بازی‌های تابستانی
| -   | سال  | میزبان                          | کشور                | توضیحات                 |
| --- | ---- | ------------------------------- | ------------------- | ----------------------- |
| I   | ۱۹۸۶ | مسکو                            | اتحاد جماهیر شوروی  | ۳۰۰۰ ورزشکار از ۷۹ کشور |
| II  | ۱۹۹۰ | سیاتل، واشینگتن, ایالت واشینگتن | ایالات متحده آمریکا | ۲۳۰۰ ورزشکار از ۵۴ کشور |
| III | ۱۹۹۴ | سن پترزبورگ                     | روسیه               | ۲۰۰۰ ورزشکار از ۵۹ کشور |
| IV  | ۱۹۹۸ | نیویورک, نیویورک                | ایالات متحده آمریکا | ۱۳۰۰ ورزشکار از ۶۰ کشور |
| V   | ۲۰۰۱ | بریزبن, کوئینزلند               | استرالیا            |                         |
| VI  | ۲۰۰۵ | فینیکس، آریزونا                 | ایالات متحده آمریکا | کنسل شد                 |

## بازی‌های زمستانی
| -  | سال  | میزبان              | کشور                | توضیحات |
| -- | ---- | ------------------- | ------------------- | ------- |
| I  | ۲۰۰۰ | لیک پلاسید، نیویورک | ایالات متحده آمریکا |         |
| II | ۲۰۰۵ | کالگری              | کانادا              | کنسل شد |

## ورزش‌ها

### ورزش‌های تابستانی
- Archery  (جزئیات)
- Artistic gymnastics  (جزئیات)
- Athletics  (جزئیات)
- Baseball  (جزئیات)
- Basketball  (جزئیات) [۱]
- Beach volleyball  (جزئیات)
- Boxing  (جزئیات)
- Canoeing  (جزئیات)

- Cycling  (جزئیات)
- Diving  (جزئیات)
- Figure skating  (جزئیات)
- فوتبال  (جزئیات)
- هندبال  (جزئیات)
- Ice hockey  (جزئیات)
- Judo  (جزئیات)
- موتوبال[۲]

- Modern pentathlon  (جزئیات)
- Rhythmic gymnastics  (جزئیات)
- روئینگ  (جزئیات)
- Speed skating  (جزئیات)
- Surf lifesaving
- ورزش شنا  (جزئیات)
- Synchronized swimming  (جزئیات)
- Taekwondo  (جزئیات)

- Tennis  (جزئیات)
- Trampolining  (جزئیات)
- Triathlon  (جزئیات)
- Volleyball  (جزئیات)
- Water polo  (جزئیات)
- وزنه‌برداری  (جزئیات)
- Wrestling  (جزئیات)
- Yachting  (جزئیات)

### ورزش‌های زمستانی
- اسکی آلپاین
- بابسلد
- کراس کانتی رانینگ
- اسکیت نمایشی[۳]

- اسکی نمایشی
- لژسواری
- دوگانه زمستانی
- اسکلتون

- پرش با اسکی
- اسنوبوردینگ
- اسکیت سرعت

## کشورهای شرکت‌کننده
- الجزایر
- بنین
- بورکینافاسو
- ساحل عاج
- اتیوپی
- کنیا
- مراکش
- نامیبیا
- نیجریه
- سنگال
- سیشل
- تانزانیا
- تونس
- یمن شمالی - قبل از جمهوری عربی یمن
- زیمبابوه

 آسیا و اقیانوسیه
- استرالیا
- بنگلادش
- کامبوج
- جمهوری خلق چین
- ژاپن
- کره شمالی
- کره جنوبی
- لائوس
- نیوزیلند
- فیلیپین
- ساموآی آمریکا
- تایوان
- ویتنام

- بلغارستان
- چکسلواکی - قبل از جمهوری چک
- جمهوری دمکراتیک آلمان
- استونی
- مجارستان
- قزاقستان
- لتونی
- لیتوانی
- لهستان
- رومانی
- اتحاد جماهیر شوروی سوسیالیستی - قبل از روسیه
- اوکراین
- ازبکستان

اروپا
- بریتانیای کبیر
- فنلاند
- فرانسه
- یونان
- جزیره ایرلند
- ایتالیا
- پرتغال
- اسپانیا
- سوئد
- یوگسلاوی

- کانادا
- مکزیک
- ایالات متحده آمریکا

آمریکای شمالی و کارائیب
- باهاما
- کاستاریکا
- کوبا
- جامائیکا
- پورتوریکو
- ترینیداد و توباگو

آمریکای جنوبی
- آرژانتین
- برزیل
- کلمبیا
- اکوادور
- پرو
- اروگوئه